# 吉野紗香
吉野 紗香（よしの さやか、1982年5月14日 - ）は、日本のタレント、モデル、女優。千葉県千葉市出身。

## 略歴
小学6年生の時、自ら一般オーディションに応募し、合格。CMや少女向けファッション雑誌のモデルとして活躍する。
中学1年生の時、偶然にもテレビに出た時のビデオを見たことがあり、将来は女優になることを志願して、ボイストレーニングを重ねながらデビューの日に備えていた。
1995年、少女漫画誌『ちゃお』（小学館）のモデルグランプリに選ばれる。篠山紀信撮影による『月刊PANjA』（扶桑社）の少女シリーズに登場。また、是枝裕和初の長編映画『幻の光』において主役・ゆみ子の少女時代を演じる。ジュニアアイドルとして多方面で活躍し、「チャイドル」ブームの火付け役となった。
1996年、連続ドラマ『勝利の女神』や映画『地獄堂霊界通信』に出演。
1997年、連続テレビ小説『あぐり』（NHK）、水曜劇場『それが答えだ!』（フジテレビ）に出演。少女向けファッション雑誌『ニコラ』（新潮社）の創刊に伴い野村佑香・ERIらと共にモデル（ニコモ）に起用される。映画『タオの月』に出演する。
1998年、連続ドラマ『Days』に出演。久保田利伸プロデュースによる『こんな気持ち 〜ハリハリヘリヘリ〜』でCDデビューする。写真集『Sweet 16』やイメージビデオ『Avenir』を出版。
1999年、フランス・ブルターニュ地方で篠山紀信撮影の写真集『少女の欲望』を出版。同年10月からインターネット連続ドラマ『グラウエンの鳥籠』の主演を務める。同作品はアクセス数を伸ばし、ミリオンヒットとなった。また、映画『ワンダフルライフ』に出演する。
2000年、『ブギーポップは笑わない Boogiepop and Others』で映画初主演を務める。
2002年、映画『忍風戦隊ハリケンジャー シュシュッと THE MOVIE』に出演。
2003年、舞台『寝盗られ宗介』に出演。
2004年、インターネットテレビひかり荘にて『吉野紗香のやるっきゃNIGHT!』の配信を開始。
2007年、『あらしのよるに』で舞台初主演を務める。
2008年、映画『病葉流れて』、ひるドラ『キッパリ!!』に出演。テレビアニメ『ミチコとハッチン』で声優に初挑戦する。また、若尾文子主演の舞台『華々しき一族』に出演し、初の全国公演を経験する。
2010年、Twitterの利用を開始。『華々しき一族』を再演。
2011年、オーストラリアで撮影された、写真集『Look』を発表。
2012年2月、2010年9月19日にアメリカ国籍の男性と結婚していたことを発表。夫は1歳上の米国人（日本生まれの日本育ち）の当時バンドマン。20歳のときに友人の紹介で知り合い、28歳のときに結婚した。
2014年、映画『ゼウスの法廷』に出演。またプレイボーイにてグラビア撮影やバラエティー番組に出演する。2月、日本テレビ系列の「有吉反省会」にて盛んにバラエティーに出演した時の心境や反省の気持ちを明かした。
2015年3月、舞台『黒くて紅い華』に出演。11月に関西テレビ「お笑いワイドショー マルコポロリ!」にて夫を初披露。
2016年、保護犬やフェアトレードなどの活動の紹介番組「hello！from earth 」の配信を開始。また、この年には大学の社会人向け学習講座に出席している。
2017年4月、結婚7年で式を挙げ、自身のInstagramにて花嫁姿と感謝のメッセージを発表した。
2021年2月15日、第1子男児を出産。3月20日、ブログで発表した。

## 人物
千葉市立真砂第四小学校、中央区立佃中学校を卒業後、日出女子学園高等学校入学したが、一年時には留年が確定し、芸能活動多忙のため中退。後に高等学校卒業程度認定試験に合格する。
趣味は、インターネット、手芸、ドライブ。動物（特に犬）が大好きで、保護犬の活動に参加をしている。映画、ドラマ、漫画やアニメなどが好き。
毒舌キャラで暴露系の番組などにも出ていたが、これに関してはゴシップ週刊誌に書いていた事をそのまま言っていただけとのことを2017年3月に出演した「じっくり聞いタロウ〜スター近況（秘）報告〜」で明かしている。
2016年のインタビューでは、主婦業をメインとし週3ほど大学の社会人向け生涯学習講座に通うなど家庭を第一とした生活を送っているためタレント業は控えていると語っていたが、その後2023年12月のインタビューで、2017年に夫の母が暮らすカナダのブリティッシュコロンビア州に移住し2021年8月末に帰国していたことと「結婚してから家庭優先でしたが、引退したわけじゃないので、これからは家族で一緒にやっていきたい」と語るとともに息子の写真を披露した。

## 出演

### 映画
- 幻の光（1995年、監督：是枝裕和）- 幼少時のゆみ子 役
- 地獄堂霊界通信（1996年、監督：那須博之）- 亜月カンナ 役
- タオの月（1997年、監督：雨宮慶太）- れんげ 役
- ワンダフルライフ（1999年、監督：是枝裕和）- 吉野香奈 役
- ブギーポップは笑わない Boogiepop and Others（2000年、監督：金田龍）- 主演・宮下藤花 役
- 忍風戦隊ハリケンジャー シュシュッと THE MOVIE（2002年、監督：渡辺勝也）- ライーナ姫 役
- 集団殺人クラブ 最後の殺戮（2004年、監督：石川均）- ミサト 役
- TANNKA 短歌（2006年、監督：阿木燿子）
- trash words（2007年、監督：佐藤克則）- 主演・尚美 役 SKIPシティ国際Dシネマ映画祭2007 短編部門ノミネート作品
- 病葉流れて（2008年、監督：亀井亨）- ヒロイン・テコ 役
- 哀憑歌 〜CHI-MANAKO〜（2008年、監督：金丸雄一）
- インモラル 〜凍える死体〜（2008年、監督：OZAWA）- 主演・葛原鐘子 役
- 奇跡の海（2008年、監督：松生秀二）
- COACH コーチ[40歳のフィギュアスケーター]（2010年、監督：室希太郎）
- ゼウスの法廷（2014年、監督：高橋玄）
- 農家の嫁 あなたに逢いたくて（2014年、アルゴ・ピクチャーズ）

### 舞台
- フジテレビ開局40周年記念企画 ブロードウェイミュージカル『big 〜夢はかなう〜』（1998年）- シンシア 役
- S.C.NANSHO旗揚げ公演 Funk-a-Step（1998年）- 吉野紗香 役 フジテレビ・ニッポン放送主催
- 寝盗られ宗介（2003年、作：つかこうへい、演出：山崎銀之丞）- スズ子 役
- 新橋演舞場10月公演『あかね空』（2004年、原作：山本一力、演出：江守徹）- おきみ 役
- 東京等身大 〜彼女の異常な日常〜（2006年）- スペースクラフトグループ主催
- ミュージカル『ANGEL GATE 〜春の予感〜』（2006年、脚本・演出：横山由和）- マミ 役 フジテレビ・TOKYO FM主催
- つんく♂タウンTHEATER 第2回公演 脱煙応援プロジェクト『手を挙げろ!健康強盗だ』（2007年）- TNX主催
- ミュージカル『ANGEL GATE』（2007年、演出：浅井さやか）- マミ 役 フジテレビ主催
- ミュージカル『あらしのよるに』（2007年、原作：きむらゆういち、脚本・演出：横山由和）- 主演・メイ 役
- 華々しき一族（2008年、原作：森本薫、演出：石井ふく子）- 日吉杏子 役 テレビ朝日・シーエイティプロデュース主催・制作
- ブッチー武者第4回プロデュース公演 『ロマンティックライフ〜スペシャル』（2009年、演出：山口弘和）- 主演・中神まりや 役
- 朗読劇 東京アリス(2009年、原作：稚野鳥子、脚本・演出：大木綾子) - 乙一りり子 役 アップフロントエージェンシー（現：アップフロントプロモーション）・スペースクラフト主催
- 華々しき一族（2010年、演出：石井ふく子）- 日吉杏子 役 ニッポン放送・シーエイティプロデュース主催・制作
- 江古田スケッチ（2011年、脚本・演出：朝倉薫）- 主演　文化通信社創立60周年記念事業（主催・制作）
- 黒くて紅い華（2015年、脚本・演出：伊藤和重） シアターグリーン主催・制作

### テレビドラマ
- 重甲ビーファイター 第16話（1995年、テレビ朝日系）- ミナ 役
- パパ・サヴァイバル（1995年、TBS系）
- ハートにS 第19回「ドクター」（1995年、フジテレビ系）
- 木曜の怪談・怪奇倶楽部（1995年、フジテレビ系）
- 妊娠ですよ2（1995年、フジテレビ系）
- 勝利の女神（1996年、フジテレビ系）- 岡本涼子 役
- Tokyo23区の女 目黒区の女（1996年、フジテレビ系）
- 世にも奇妙な物語'96秋の特別編「壁の小説」（1996年、フジテレビ系）
- 冬の蛍（1997年、NHK）
- Shin-D「TOO YOUNG!!」（1997年、日本テレビ系）
- 連続テレビ小説『あぐり』（1997年、NHK）- 山岡真知子 役
- それが答えだ!（1997年、フジテレビ系）- 石原律子 役
- Days（1998年、フジテレビ系）- 竹内百合子 役
- 感動ドラマスペシャル 少年・15才 キレてしまった心の叫び!!教護院、愛と苦悩の記録（1998年、テレビ朝日系）
- 少年たち（1998年、NHK）- 理架 役
- 七人のサムライ J家の反乱 第7話（1999年、朝日放送）
- 昨日の敵は今日の友（2000年、NHK）- 小川美紀 役
- 鉄甲機ミカヅキ（2000年 - 2001年、フジテレビ系）- ルナ・ティカル 役
- こちら第三社会部（2001年、TBS系） - 菊原芽衣 役
- 茂七の事件簿 新ふしぎ草紙 第2話（2002年、NHK）- おしの 役
- 塩カルビ 第2話（2002年、テレビ神奈川・京都放送）
- 御宿かわせみ 第3話（2003年、NHK）
- 霊感バスガイド事件簿 第10話（2004年、テレビ朝日）- 戸田由美 役
- 水戸黄門 第34部
  - 第18話「剣友の濡れ衣を晴らせ・会津」（2005年5月23日、TBS / C.A.L） - 巴 役
- 水戸黄門 第35部
  - 第13話「黄門様のお供は偽千太・人吉」（2006年1月13日、TBS / C.A.L） - お清 役
- こちら本池上署（2005年、TBS系） - 岡野ミサ 役
- 繋がれた明日（2006年、NHK）- 中道朋美 役
- 快感職人 第5話（2006年、テレビ朝日）- 原島千春 役
- 逃亡者 おりん 第4話（2006年、テレビ東京系）- 舞衣 役
- 陽炎の辻〜居眠り磐音 江戸双紙〜 第6話（2007年、NHK）- お兼 役
- 密命 寒月霞斬り 第2話・5話（2008年、テレビ東京系）- お由 役
- 音女(オトメ) 第40話（2008年、テレビ朝日）- 昌代 役
- ひるドラ 『キッパリ!!』 第10話 - 24話（2008年、TBS系）- 山田一美 役
- ハンチョウ〜神南署安積班〜 第3シリーズ 第7話（2010年、TBS系）- 結城沙緒里 役
- 牙狼＜GARO＞〜MAKAISENKI〜 第19話（2012年、テレビ東京系）- 魔戒法師ミオ 役
- 撮らないで下さい!!グラビアアイドル裏物語 第7話（2012年2月、テレビ東京） - ヨシノサヤカ 役

### テレビアニメ
- ミチコとハッチン 第9話・11話（2008年、フジテレビ系）- リタ・オゼッチ 役

### テレビ番組
- おはスタ（テレビ東京）- 会員番号5番
- どうぶつ奇想天外!（1998年10月 - 2001年3月、TBS系）
- P-STOCK（1999年、フジテレビ系）
- 恋ボーイ恋ガール（1999年、フジテレビ系）
- ソトロケ!（1999年、読売テレビ）
- 真夜中の王国（2000年、NHK-BS2）
- Qっと!サイエンス（2002年 - 2008年、テレビ大阪系）
- スポーツドキュメンタリー・バラエティ「JALホノルルマラソン2003」（2004年、TBS系）
- 町田忍の東へ西へ!私鉄沿線何だこれ?（2008年、旅チャンネル）- ナレーション

### CM
- トミー「ビーズペンクラブ」（1994年）、「ねんどDEアクセサリー」（1995年）
- アリコジャパン「新ガン保険」（1994年）
- 扶桑社「PANjA」（1995年）
- 日立製作所「おおいり」、「地球は警告する」（1995年）、企業PR（1996年）
- TVKハウジング（1995年）
- 小学館「ちゃお」
  - 9月号・10月号（1995年）
  - 1月号・3月号（1996年）
- GLAMS「QUOVADIS」（1995年）
- ニチレイ「すすめ!ニチレイ」（1996年 - 1997年）
- セガ・エンタープライゼス「NiGHTS」飛んだ編・飛べた編（1996年）
- 集英社・セタ「BASTARD!! -虚ろなる神々の器-」（1996年）プレイステーション用ゲームソフト
- 全薬工業「ジキニン」
  - 電話編・玄関編（1996年 - 1997年）
  - パパ編（1997年 - 1998年）
  - 誰編・おまかせ編（1998年 - 1999年）
- 西日本鉄道「Emaxクルメ」ポスター（1997年 - 1998年）
- キーエンス「あいこんセンサ」イルカセンサ（1998年）
- アトラス「スーパープリクラ21」（1998年）
- キリンビバレッジ「きりり」セーラー服編・バイト先編（1999年）
- P&G「ヴィダルサスーン スタイリングクレイ」（2000年）
- ハウス食品「Chat time」（2001年）
- プライムショッピング「プラチナウォーターBD」（2007年）

### ラジオ
- DTヴァンパイア97（1997年、ニッポン放送）- ラジオドラマ
- 有限会社桃太郎商店（1999年 - 2000年、TBSラジオ）
- 電撃大賞（2000年 - 2003年、文化放送）- 6期パーソナリティー、エンディングテーマ「雨の香り」
- 宇宙GメンEX（2009年）→ミュ〜コミ+プラス(- 2010年4月1日)、ニッポン放送）- 「アニコボ」パーソナリティー

### ゲーム
- 桃太郎電鉄V（1999年、発売：ハドソン）- ゲーム中にPBSスタジオの客として登場
- グランディアIII（2005年、企画・販売：スクウェア・エニックス）- 声・ダーナ 役

### インターネット
- Webドラマ『グラウエンの鳥籠』（1999年 - 2000年、アスキーイーシー）- 主演・角田奈緒 役
- Webドラマ『シンクロニシティーフェアリーテイル』（2001年）- 映画とのメディアミックス作品
- Webシネマ『TRUNK』（2003年、日産自動車）
- ひかりナイトバラエティ「吉野紗香のやるっきゃNIGHT!」（2004年 - 2007年、ひかり荘）
- テレビわんちゃん（2005年、Act On TV）- 司会&ナビゲーター
- Webドラマ『杉山くんたちは夜専門』（2005年、NETCINEMA.TV）- 坪井 役
- 不思議世界の歩き方（2008年、goomo）

### その他
- 日本損害保険協会 1998年度 全国統一防火標語ポスター

## リリース作品

### イメージビデオ
- AVENIR（1998年11月18日、ポニーキャニオン）
- FAKE（2006年5月17日、ポニーキャニオン）
- Look up（2011年8月25日、ワニブックス）

### オリジナルビデオ
- 哀憑歌 〜NU-MERI〜（2008年、GPミュージアムソフト）
- 哀憑歌 〜GUN-KYU〜（2008年、GPミュージアムソフト）
- 東京NEO魔悲夜 1 - 3（2008年 - 2009年、GPミュージアムソフト）- ソナ 役

### CD
- こんな気持ち 〜ハリハリヘリヘリ〜（1998年7月17日、ポニーキャニオン）吉野紗香 with NANSHO boppersとして
- ざわめき（1999年4月14日、ポニーキャニオン）
- EMPTY 〜さみしさが見える夢〜（1999年7月16日、ポニーキャニオン）

## 書籍

### 写真集
- Namaiki（1996年4月、新潮社、撮影：中森明夫、篠山紀信）ISBN 4103262052 ※22名と共演
- 天使（1996年11月、小学館、撮影：川本満雄）ISBN 4096808210 共演：野村佑香、浜丘麻矢、橋本麻美々、安藤希、栗山千明、大村彩子、水谷妃里
- 碧い空（1997年8月、集英社、撮影：渡辺達生）ISBN 4087802620 共演：小嶺麗奈、野村佑香
- 少女館（1997年9月、新潮社、撮影：篠山紀信）ISBN 4103262095 共演：栗山千明、水谷妃里、鈴木紗綾香、浜丘麻矢、安藤希、小倉星羅、安藤聖
- Sweet 16（1998年7月、ワニブックス、撮影：西田幸樹）ISBN 4847024982
- 少女の欲望（1999年3月、新潮社、撮影：篠山紀信）ISBN 4103262125
- グラウエンの鳥籠公式フォトブック（1999年10月、アスキー、撮影：上野勇、小池伸一郎）
- ELECTRONiC FAiRYTALE―惑星(ホシ)ノ少女（2000年8月、角川書店、撮影：NAKANO MASATAKA）ISBN 978-4048532099 共演：石田未来、広末涼子、石川亜沙美、野村佑香、奈良沙緒理
- フェティッシュ（2002年5月、ワニブックス、撮影：松田忠雄）ISBN 4847027124
- 月刊 吉野紗香〈SHINCHO MOOK〉（2002年2月12日、新潮社、撮影：谷口尋彦）ISBN 4107900959
- saya 紗（2006年4月6日、講談社、撮影：宮澤正明）ISBN 4063078663
- Look（2011年6月25日、ワニブックス、撮影：HANZO）ISBN 4847043790